# Хасанов, Мухриддин Умаралиевич
Мухриддин Умаралиевич Хасанов (тадж. Мӯҳриддин Ҳасанов; род. 23 сентября 2002 года) — таджикский футболист, вратарь клуба «Истиклол» и сборной Таджикистана.

## Клубная карьера
Мухриддин — воспитанник футбольной школы «Парвоз». Он начинал свою взрослую карьеру в этом же клубе, выступавшем тогда в Первой лиге Таджикистана. В 2020 году Мухриддин перешёл в «Худжанд» из Высшей лиги. Его дебют в чемпионате Таджикистана состоялся 4 июля 2020 года в матче против клуба «Локомотив-Памир», он отстоял эту встречу «насухо». Всего в своём дебютном сезоне Мухриддин вышел на поле в шести матчах и пропустил в них пять голов.

## Карьера в сборной
В составе юношеской сборной Таджикистана до 16 лет Мухриддин выступал на кубке президента Казахстана 2018 года и был признан лучшим вратарём турнира. В том же году Мухриддин в составе этой сборной принимал участие на юношеском чемпионате Азии. На этом турнире он был основным вратарём и внёс серьёзный вклад в успех своей сборной, отбив два пенальти в матче четвертьфинала со сборной КНДР и ещё один — в полуфинальной встрече против сборной Южной Кореи. В итоге сборная Таджикистана добралась до финала, где уступила японцам, а Мухриддин пропустил от них один гол. В 2019 году в составе юношеской сборной Таджикистана до 17 лет он принимал участие на юношеском чемпионате мира. Там он был запасным вратарём, все три сыгранные встречи ворота сборной защищал Шохрух Киргизбоев. На этом турнире Таджикистан не сумел преодолеть групповой этап.
Свой первый вызов в национальную сборную Таджикистана Мухриддин получил в ноябре 2020 года. Тогда ему не удалось дебютировать за неё: весь матч со сборной ОАЭ ворота защищал Шохрух Киргизбоев, а Мухриддин остался в запасе.

## Достижения

### Командные
«Худжанд»
- Вице-чемпион Таджикистана: 2020

Сборная Таджикистана (до 16 лет)
- Серебряный призёр юношеского чемпионата Азии: 2018
- Бронзовый призёр Кубка президента Казахстана: 2018

### Личные
- Лучший вратарь кубка президента Казахстана 2018 года